# سرچکشی
سرچکشی (نام علمی: Scopus umbretta) نام یک گونه از راسته پلیکان‌سانان است.